# Véges térfogat módszere
A véges térfogat módszere (angolul finite-volume method, FVM) módszer parciális differenciálegyenletek algebrai alakban való kiértékelésére és ábrázolására. Hasonló a véges differencia módszeréhez vagy végeselem módszeréhez az elemeket egy diszkrét helyen hálós térben számoljuk. A véges térfogat utal egy kis térfogatra amely minden hálópontot körülvesz. Ez a módszer könnyen használható strukturálatlan anyagok esetén.

## 1D példa
Vegyük a következő egyszerű 1D advekciós parciális differenciál egyenletet.
{\displaystyle \quad (1)\qquad \qquad {\frac {\partial \rho }{\partial t}}+{\frac {\partial f}{\partial x}}=0,\quad t\geq 0.}
Itt, {\displaystyle \rho =\rho \left(x,t\right)\ } jelenti az állapotváltozót és {\displaystyle f=f\left(\rho \left(x,t\right)\right)\ } jelenti a fluxusát vagy áramlását a {\displaystyle \rho \ } -nak. Természetesen, a pozitív {\displaystyle f\ } jelenti a jobb oldali áramlást míg a negatív {\displaystyle f\ } jelenti a bal oldali áramlást. Ha feltételezzük, hogy az (1) egyenlet egy állandó területű áramló közeg akkor tudjuk felosztani az {\displaystyle x\ } térbeli területtel véges térfogatokra vagy cellákra {\displaystyle i\ } indexű cellaközpontokkal. Bizonyos {\displaystyle i\ } indexű cellák esetében meg tudjuk határozni a térfogat szerinti átlagos értékét a {\displaystyle {\rho }_{i}\left(t\right)=\rho \left(x,t\right)\ } -nak a {\displaystyle {t=t_{1}}\ } időpillanatba és az {\displaystyle {x\in \left[x_{i-{\frac {1}{2}}},x_{i+{\frac {1}{2}}}\right]}\ } térfogatelemen, mint
{\displaystyle \quad (2)\qquad \qquad {\bar {\rho }}_{i}\left(t_{1}\right)={\frac {1}{x_{i+{\frac {1}{2}}}-x_{i-{\frac {1}{2}}}}}\int _{x_{i-{\frac {1}{2}}}}^{x_{i+{\frac {1}{2}}}}\rho \left(x,t_{1}\right)\,dx,}
és a {\displaystyle {t=t_{2}}\ } időpillanatba mint,
{\displaystyle \quad (3)\qquad \qquad {\bar {\rho }}_{i}\left(t_{2}\right)={\frac {1}{x_{i+{\frac {1}{2}}}-x_{i-{\frac {1}{2}}}}}\int _{x_{i-{\frac {1}{2}}}}^{x_{i+{\frac {1}{2}}}}\rho \left(x,t_{2}\right)\,dx,}
ahol {\displaystyle x_{i-{\frac {1}{2}}}\ } és {\displaystyle x_{i+{\frac {1}{2}}}\ } jelentik az alsó és felső felületét vagy az éleit a {\displaystyle i^{th}\ } cellának.
Ha integráljuk az (1) egyenletet idő szerint akkor kapjuk:
{\displaystyle \quad (4)\qquad \qquad \rho \left(x,t_{2}\right)=\rho \left(x,t_{1}\right)-\int _{t_{1}}^{t_{2}}f_{x}\left(x,t\right)\,dt,}
ahol {\displaystyle f_{x}={\frac {\partial f}{\partial x}}}.
Ahhoz, hogy megkapjuk az átlag térfogatot a {\displaystyle \rho \left(x,t\right)} a {\displaystyle t=t_{2}\ } időpillanatban, integráljuk a {\displaystyle \rho \left(x,t_{2}\right)} a {\displaystyle \left[x_{i-{\frac {1}{2}}},x_{i+{\frac {1}{2}}}\right]} cellatérfogaton és osszuk az eredményt {\displaystyle \Delta x_{i}=x_{i+{\frac {1}{2}}}-x_{i-{\frac {1}{2}}}}, i.e.
{\displaystyle \quad (5)\qquad \qquad {\bar {\rho }}_{i}\left(t_{2}\right)={\frac {1}{\Delta x_{i}}}\int _{x_{i-{\frac {1}{2}}}}^{x_{i+{\frac {1}{2}}}}\left\{\rho \left(x,t_{1}\right)-\int _{t_{1}}^{t_{2}}f_{x}\left(x,t\right)dt\right\}dx.}
Feltételezzük, hogy {\displaystyle f\ } jól viselkedik, és meg tudjuk cserélni az integrálás sorrendjét. Továbbá, az áramlás merőleges a sejtelemre. Most, amíg egy dimenziójú az {\displaystyle f_{x}\triangleq \nabla f}, tudjuk alkalmazni a divergenciatételt, azaz {\displaystyle \oint _{v}\nabla \cdot fdv=\oint _{S}f\,dS} és helyettesítjük a térfogati integrált az {\displaystyle f(x)\ } értékeinek divergenciájával a (élek {\displaystyle x_{i-{\frac {1}{2}}}\ } és {\displaystyle x_{i+{\frac {1}{2}}}\ }) cella felületén úgyhogy a véges térfogat:
{\displaystyle \quad (6)\qquad \qquad {\bar {\rho }}_{i}\left(t_{2}\right)={\bar {\rho }}_{i}\left(t_{1}\right)-{\frac {1}{\Delta x_{i}}}\left(\int _{t_{1}}^{t_{2}}f_{i+{\frac {1}{2}}}dt-\int _{t_{1}}^{t_{2}}f_{i-{\frac {1}{2}}}dt\right).}
ahol {\displaystyle f_{i\pm {\frac {1}{2}}}=f\left(x_{i\pm {\frac {1}{2}}},t\right)}.
Tehát származtathatunk egy fél diszkrét numerikus rendszert a fenti cellaközpontú problémát {\displaystyle i\ } -vel indexelve és a cella élének fluxusát {\displaystyle i\pm {\frac {1}{2}}} indexelve, differenciálva a (6) adott időben kapjuk:
{\displaystyle \quad (7)\qquad \qquad {\frac {d{\bar {\rho }}_{i}}{dt}}+{\frac {1}{\Delta x_{i}}}\left[f_{i+{\frac {1}{2}}}-f_{i-{\frac {1}{2}}}\right]=0,}
ahol az élek fluxusa, {\displaystyle f_{i\pm {\frac {1}{2}}}}, rekonstruálható a cella átlagok inter- vagy extrapolációjával. A (7) egyenlet egzakt a térfogatátlagot tekintve; deriválása során nem használtunk approximációt.

## Általános megmaradási tétel
Az általános megmaradási tételt a következő parciális differenciálegyenletként is tekinthetjük,
{\displaystyle \quad (8)\qquad \qquad {{\partial {\mathbf {u} }} \over {\partial t}}+\nabla \cdot {\mathbf {f} }\left({\mathbf {u} }\right)={\mathbf {0} }.}
Itt az {\displaystyle {\mathbf {u} }\ } jelképezi az állapotvektor és {\displaystyle \mathbf {f} \ } jelképezi a megfelelő fluxus tenzort. Megint fel tudjuk osztani a térbeli domíniumot véges térfogatelemekre vagy cellákra. Bizonyos {\displaystyle i\ } cellákra, elvégezhetjük a térfogat integrálást a cella teljes térfogatára, {\displaystyle v_{i}\ }, amiből kapjuk:
{\displaystyle \quad (9)\qquad \qquad \int _{v_{i}}{{\partial {\mathbf {u} }} \over {\partial t}}\,dv+\int _{v_{i}}\nabla \cdot {\mathbf {f} }\left({\mathbf {u} }\right)\,dv={\mathbf {0} }.}
Az első kifejezés integrálásával megkapjuk az átlag térfogatot és alkalmazzuk a divergencia tételét a második kifejezésre, így a hozam:
{\displaystyle \quad (10)\qquad \qquad v_{i}{{d{\mathbf {\bar {u}} }_{i}} \over {dt}}+\oint _{S_{i}}{\mathbf {f} }\left({\mathbf {u} }\right)\cdot {\mathbf {n} }\ dS={\mathbf {0} },}
ahol {\displaystyle S_{i}\ } jelképezi a teljes felületét a cella területnek és {\displaystyle {\mathbf {n} }} egy egységvektor normálisa a felületre és kifele mutat. Tehát végül is képesek vagyunk megmutatni egy általános ekvivalens eredményt a (8),
{\displaystyle \quad (11)\qquad \qquad {{d{\mathbf {\bar {u}} }_{i}} \over {dt}}+{{1} \over {v_{i}}}\oint _{S_{i}}{\mathbf {f} }\left({\mathbf {u} }\right)\cdot {\mathbf {n} }\ dS={\mathbf {0} }.}
Ismét, az élek fluxusainak értékei rekonstruálhatók a cellák átlagának inter-, extrapolációjával. Az aktuális numerikus rendszer függ az aktuális geometriai problémától és az anyag szerkezetétől.
A véges térfogat rendszerek konzervatívak mint a cella átlagok változása az élek fluxusán keresztül. Más szavakkal, hogy egy cella eltűnik mások megnőnek.

## Fordítás
Ez a szócikk részben vagy egészben  a   Finite volume method című angol Wikipédia-szócikk ezen változatának fordításán alapul.  Az eredeti cikk szerkesztőit annak laptörténete sorolja fel. Ez a jelzés csupán a megfogalmazás eredetét és a szerzői jogokat jelzi, nem szolgál a cikkben szereplő információk forrásmegjelöléseként.